# Norman Malloy
Norman Malloy   (Ontario, 27 de setembre de 1913 - Regina, 15 d'agost de 1982) va ser un jugador d'hoquei sobre gel canadenc que va competir durant les dècades de 1920 i 1930.
Amb el Winnipeg Hockey Club guanyà l'Allan Cup de 1931. El 1932 va prendre part en els Jocs Olímpics de Lake Placid, on guanyà la medalla d'or en la competició d'hoquei sobre gel.